# Сандаун (Техас)
Сандаун (англ. Sundown) — місто (англ. city) в США, в окрузі Гоклі штату Техас. Населення — 1283 особи (2020).

## Географія
Сандаун розташований за координатами 33°27′27″ пн. ш. 102°29′27″ зх. д. / 33.45750° пн. ш. 102.49083° зх. д. (33.457545, -102.490809).  За даними Бюро перепису населення США в 2010 році місто мало площу 3,94 км², уся площа — суходіл.

## Демографія
Згідно з переписом 2010 року, у місті мешкало 1397 осіб у 481 домогосподарстві у складі 383 родин. Густота населення становила 355 осіб/км².  Було 554 помешкання (141/км²).
Расовий склад населення:
| - 83,2 % — білих - 1,1 % — чорних або афроамериканців - 0,9 % — корінних американців - 12,9 % — осіб інших рас |

До двох чи більше рас належало 1,9 %. Частка іспаномовних становила 44,5 % від усіх жителів.
За віковим діапазоном населення розподілялося таким чином: 31,9 % — особи молодші 18 років, 58,0 % — особи у віці 18—64 років, 10,1 % — особи у віці 65 років та старші. Медіана віку мешканця становила 34,0 року. На 100 осіб жіночої статі у місті припадало 96,8 чоловіків;  на 100 жінок у віці від 18 років та старших — 92,7 чоловіків також старших 18 років.
Середній дохід на одне домашнє господарство  становив 73 589 доларів США (медіана — 52 841), а середній дохід на одну сім'ю — 87 191 долар (медіана — 72 500). Медіана доходів становила 52 063 долари для чоловіків та 28 462 долари для жінок. За межею бідності перебувало 12,5 % осіб, у тому числі 12,2 % дітей у віці до 18 років та 11,5 % осіб у віці 65 років та старших.
Цивільне працевлаштоване населення становило 573 особи. Основні галузі зайнятості: сільське господарство, лісництво, риболовля — 29,7 %, освіта, охорона здоров'я та соціальна допомога — 25,1 %, роздрібна торгівля — 9,8 %, мистецтво, розваги та відпочинок — 6,6 %.